# William O'Connell
Pour les articles homonymes, voir O'Connell.
Ne pas confondre avec le directeur de la photographie américain L. William O'Connell (1898-1985).
William O'Connell est un acteur américain, né le 12 mai 1929 à Los Angeles en Californie et mort le 15 janvier 2024 dans la même ville.

## Biographie
William O'Connell est né le 12 mai 1929 à Los Angeles. Acteur de second rôle, il a joué dans des films tels que L'Homme des hautes plaines et des séries télévisées telles que Star Trek. En 1969, il fait connaissance avec Clint Eastwood sur le tournage de La Kermesse de l'Ouest, par la suite ils deviendront amis. Ils joueront dans 5 films ensemble. En 1982, William O'Connell décide d'arrêter le cinéma pour des raisons méconnues.

## Filmographie
| Année | Film                       | Rôle                      | Réalisateur    |
| ----- | -------------------------- | ------------------------- | -------------- |
| 1966  | Tiens bon la rampe, Jerry  | Ponsonby                  | Gordon Douglas |
| 1969  | La Kermesse de l'Ouest     | Horace Tabor de Worcester | Joshua Logan   |
| 1973  | L'Homme des hautes plaines | Le barbier                | Clint Eastwood |
| 1976  | Josey Wales hors-la-loi    | Sim Carstairs             | Clint Eastwood |
| 1978  | Doux, Dur et Dingue        | Elmo                      | James Fargo    |
| 1980  | Ça va cogner               | Elmo                      | Buddy Van Horn |

## Télévision
- 1967 : Star Trek (série TV) épisode Un tour à Babel : Thelev
- 1968 : Les Mystères de l'Ouest (The Wild Wild West), (série TV) - Saison 4 épisode 19, La Nuit des Pistoleros (The Night of the Pistoleros), de Bernard McEveety : Dr Winterich
- 1982 : Shérif, fais-moi peur (série TV) : Boss bookmaker (Saison 5 - Épisode 8) : Merle